# Slakkenroofworm
De slakkenroofworm (Chaetogaster limnaei) is een ringworm uit de familie van de Naididae. De wetenschappelijke naam van de soort werd in 1827 voor het eerst geldig gepubliceerd door Baer.

## Beschrijving
De slakkenroofworm is een gesegmenteerde worm, ongeveer 2-25 mm lang. Het is een predator die vooral in zoetwater voorkomt en symbiotisch leefverbanden heeft met slakken, waaronder de leverbotslak (Galba truncatula). 